# Microtus mongolicus
Microtus mongolicus là một loài động vật có vú trong họ Cricetidae, bộ Gặm nhấm. Loài này được Radde mô tả năm 1861.